# Міхаель ван Праг
Міхаель ван Праг (нід. Michael van Praag, 28 вересня 1947, Амстердам) — нідерландський футбольний функціонер, президент «Аяксу» (1989—2003), президент Футбольної федерації Нідерландів (з 2008 року) і віце-президент УЄФА (з 2015 року).

## Біографія
Народився 28 вересня 1947 року в родині Япа ван Прага, який був футбольним функціонером і президентом «Аяксу» з 1964 по 1978 рік. Після шістнадцяти років роботи як футбольного арбітра Міхаель став членом суддівського комітету, а також увійшов до слідчої комісії тодішнього амстердамського відділення KNVB.
Будучи керівником роздрібної мережі з торговими точками в аеропортах кількох континентів, ван Праг подорожував по всьому світу і знайомився з культурами різних країн і народів. Крім того, в 1995 році Міхаель ван Праг увійшов до ради директорів компанії O'Neill. Три роки по тому він зайняв в цій компанії посаду президента.
Також Міхаель продовжив батьківську традицію і став президентом «Аяксу» у 1989 році. Період, під час якого ван Прааг був головою клубу, став одним з найуспішніших в історії амстердамців, поступаючись тільки періоду президентства його батька. Аякс з Міхаельом виграв Кубок УЄФА в 1992 році, а також Лігу чемпіонів УЄФА і Міжконтинентальний кубок в 1995 році. Крім того клуб шість разів став чемпіоном Нідерландів (1989/90, 1993/94, 1994/95, 1995/96, 1997/98, 2001/02), а також по чотири рази володарем національного кубка (1992/93, 1997/98, 1998/99, 2001/02) і суперкубка (1993, 1994, 1995, 2002).
Після того, як ван Праг покинув «Аякс», компанія Eredivisie CV запропонувала йому очолити раду директорів вищої ліги Нідерландів (Ередивізі). Він займав цю посаду з 2003 по 2008 рік. Одночасно з цим ван Пааг входив до наглядової ради при президенті Футбольної федерації Нідерландів. Також він був членом правління фонду «Більше, ніж футбол» (нід. Stichting Meer dan Voetbal), створеного професійними футбольними організаціями для вирішення соціальних проблем.
27 серпня 2008 року Міхаель був обраний новим головою Футбольної федерації Нідерландів. Під його керівництвом національна збірна ставала срібним (2010) і бронзовим (2014) призером чкмпіонатів світу, а збірна до 17 років двічі поспіль (2010 і 2011 року) виграла юнацький чемпіонат Європи.
З 1998 року Міхаель ван Праг веде активну діяльність під егідою УЄФА. На рубежі тисячоліть він був учасником Оперативної групи з європейського клубного футболу. На початку 2000-х ван Праг впродовж двох років входив до Комітету з клубних змагань, а потім три роки очолював Комітет зі стадіонів та безпеки, у зв'язку з чим нерідко виконував обов'язки делегата УЄФА під час матчів.
Після обрання у Виконавчий комітет УЄФА в 2009 році він також був головою Комітету з клубних змагань і віце-головою Комітету проєкту HatTrick. У січні 2013 року ван Праг став членом правління компанії TEAM Marketing від УЄФА. Він також керує Європейською оперативною групою УЄФА, представляючи цю організацію в Брюсселі.
2015 року Міхаель ван Праг був призначений віце-президентом УЄФА.